# رشید کرامی
رشید کرامی (رشید کرامی؛ ۳۰ دسامبر ۱۹۲۱ – ۱ ژوئن ۱۹۸۷) یک سیاستمدار اهل لبنان بود.
رشید کرامی نخست‌وزیر لبنان در روز ۱ ژوئن ۱۹۸۷ در انفجار بمبی که در هلیکوپترش تعبیه شده بود کشته شد.